# Luc Fraisse
Pour les articles homonymes, voir Fraisse (homonymie).
Luc Fraisse, né le 30 septembre 1959 à Nîmes, est un professeur universitaire de lettres et critique littéraire français. Il enseigne la littérature française du XXe siècle à l'université de Strasbourg et est membre honoraire de l'Institut universitaire de France.
Ses travaux portent essentiellement sur l'œuvre de Marcel Proustà travers laquelle il élabore une théorie du processus de la création littéraire. Au sein des théoriciens modernes de l'autoréflexivité, il propose notamment le concept d'autoréflexivité interne.
Il est membre du jury du prix du Cercle littéraire de Cabourg-Balbec (la Madeleine d'Or). Aux Classiques Garnier, il dirige la collection « Bibliothèque proustienne » et la Revue d'études proustiennes. Il publie également une nouvelle édition d'À la recherche du temps perdu (t. V, La Prisonnière, 2013 ; t. VI, La Fugitive, 2017).

## Biographie

### Jeunesse et formation
Après un CAPES de lettres classiques obtenu en 1981, il est agrégé de lettres classiques en 1983. En 1986 il obtient doctorat de littérature française à la Sorbonne.

### Carrière universitaire
Il est d'abord, à partir de 1987, professeur en classes préparatoires au lycée militaire d'Aix-en-Provence puis, de 1993 à 1997 maître de conférences à l'université de Strasbourg avant d'y devenir professeur titulaire de littérature française. Il est aussi à partir de 1994, habilité à diriger des recherches à la Sorbonne Nouvelle.
Pendant cinq ans, de 2014 à 2019, Luc Fraisse est membre senior de l'Institut universitaire de France.

### Honneurs et distinctions

#### Décorations
- Officier de l'ordre des Palmes académiques[4].
- Chevalier de l'ordre des Arts et des Lettres[5].

#### Prix
- Prix de l’essai de l’Académie française (1991) pour ses ouvrages Le Processus de la création chez Marcel Proust et L’Œuvre cathédrale[6].
- Prix de la critique de l'Académie française (2014) pour L'Eclectisme philosophique de Marcel Proust[7].
- Prix Roland de Jouvenel[7] pour son ouvrage Les Fondements de l’histoire littéraire.
- Prix du Cercle littéraire proustien[8] pour son ouvrage La Petite Musique du style. Proust et ses sources littéraires.

#### Fonctions
- Membre fondateur de Marcel Proust aujourd’hui[9] (Amsterdam).
- Vice-président de la Société des agrégés (2012-).
- Directeur de la collection « Bibliothèque proustienne », Classiques Garnier[10].
- Directeur de la Revue d'études proustiennes[11].
- Au comité d'honneur des Journées musicales Marcel Proust[12].
- Membre honoraire de l'Institut universitaire de France[13].
- Membre du jury du prix du Cercle littéraire proustien de Cabourg-Balbec (2015- ).[réf. souhaitée]

## Œuvres

### Essais
- Le Processus de la création chez Marcel Proust, Paris, Corti, 1988. Publié avec le concours du C.N.R.S.
- Proust en toutes lettres, Paris, Bordas, 1989. En collaboration avec Michel Raimond.
- L’Œuvre cathédrale – Proust et l’architecture médiévale, Paris, Corti, 1990. Prix de l’essai de l’Académie française 1991 ; rééd. augmentée Paris, Classiques Garnier, "Bibliothèque proustienne", 2014.
- Lire « Du côté de chez Swann », Paris, Dunod, 1993 ; rééd. Paris, Armand Colin, 2005.
- « Roméo et Juliette » et la dramaturgie shakespearienne, Strasbourg, Presses Universitaires, 1994.
- Le Mystère de la cathédrale de Gap, documents inédits publiés pour le centenaire (1895-1995), Gap, Éditions des Hautes-Alpes, 1994.
- L’Esthétique de Marcel Proust, Paris, SEDES, 1995.
- Marcel Proust au miroir de sa correspondance, Paris, SEDES, 1996.
- Proust et le japonisme, Strasbourg, Presses universitaires, 1997.
- La correspondance de Proust : Son statut dans l'œuvre. L'histoire de son édition, Besançon, Presses universitaires de Franche-Comté, 1998, 212 p. (ISBN 978-2-251-60649-1, lire en ligne).
- « Sodome et Gomorrhe » de Marcel Proust, Paris, SEDES, 2000.
- Les Fondements de l’histoire littéraire, de Saint-René Taillandier à Lanson, Genève-Paris, Honoré Champion, coll. « Romantisme et modernités », 2002. Prix Roland de Jouvenel de l’Académie française 2003.
- Potocki et l’imaginaire de la création, Paris, Presses universitaires de Paris-Sorbonne, coll. « Lettres françaises », 2006.
- L’Histoire littéraire, un art de lire, Paris, Gallimard, coll. « La bibliothèque », 2006.
- Fraisse, Luc, La Petite Musique du style. Proust et ses sources littéraires, 27 juin 2011, livre (ISBN 978-2-8124-0270-8, DOI 10.15122/isbn.978-2-8124-4346-6, lire en ligne).
- L’Éclectisme philosophique de Marcel Proust, Paris, Presses universitaires de Paris-Sorbonne, coll. « Lettres françaises », 2013[14]. Prix de la critique de l'Académie française 2014[7].
- Marcel Proust et Reynaldo Hahn. Une création à quatre mains, en collaboration avec Philippe Blay et Jean-Christophe Branger, Paris, Classiques Garnier, coll. « Bibliothèque proustienne », 2018.
- Proust et la stratégie militaire, Paris, Hermann, coll. « Savoir Lettres », 2018.

### Éditions critiques
- Marcel Proust, La Prisonnière, édition établie, préfacée et annotée par Luc Fraisse, Paris, Librairie générale française, « Le Livre de poche classique », 2008.
- Marcel Proust, Albertine disparue, édition préfacée, établie et annotée par Luc Fraisse, Paris, Librairie Générale Française, « Le Livre de poche classique », 2009.
- Ramon Fernandez, Philipe Sauveur, texte établi par Roy Dauvergne et Benoît Fuchs, introduction de Dominique Fernandez, préface et postface de Luc Fraisse, Paris, Grasset, « Les Cahiers rouges », 2012.
- Marcel Proust, Œuvres complètes, t. V, La Prisonnière (A la recherche du temps perdu, t. V), édition par Luc Fraisse, Paris, Classiques Garnier, coll. "Bibliothèque de littérature du XXe siècle", 2013, 987 p ; rééd. "Classiques jaunes", 2014.
- Marcel Proust, Œuvres complètes, t. VI, La Fugitive (A la recherche du temps perdu, t. VI), édition par Luc Fraisse, Paris, Classiques Garnier, coll. "Bibliothèque de littérature du XXesiècle", 2017, 1159 p.
- Bernard de Fallois, Sept conférences sur Marcel Proust, suivies de Lecteurs de Proust, édition établie, annotée et préfacée par Luc Fraisse, Paris, Éditions de Fallois, 2019.
- Bernard de Fallois, Proust avant Proust. Essai sur “Les Plaisirs et les Joursˮ suivi, en annexe, des plans pour “Les Plaisirs et les Joursˮ, édition revue, annotée et préfacée par Luc Fraisse, Paris, Les Belles-Lettres, 2019.
- Marcel Proust, Le Mystérieux Correspondant et autres nouvelles inédites, édition par Luc Fraisse, Paris, Editions de Fallois, 2019.
- Jeanne Proust, Souvenirs de lecture, édition par Luc Fraisse, avec la collaboration de Laurent Angard, préface de Marc Lambron de l'Académie Française, Paris, Editions de Fallois, 2020 ; rééd. Paris, Classiques Garnier, « Bibliothèque proustienne », 2022.
- Marcel Proust, De l’écolier à l’écrivain. Travaux de jeunesse (1884-1895), édition de Luc Fraisse, Paris, Classiques Garnier, « Bibliothèque proustienne » et Éditions de Fallois, 2022.

### Directions d’ouvrages
- Littérature majeure, littérature mineure, textes réunis par Yves Delègue et Luc Fraisse, Strasbourg, Presses universitaires, 1996.
- Littérature majeure, littérature mineure II, textes réunis et présentés par Luc Fraisse, Vives Lettres no 5, Strasbourg, mai 1998.
- Le Manuscrit littéraire – son statut, son histoire, du Moyen Âge à nos jours, textes réunis et préfacés par Luc Fraisse, Travaux de littérature, t. XI, diffusion Droz, 1998.
- Les Hiérarchies littéraires, textes réunis et présentés par Luc Fraisse, Revue d’Histoire littéraire de la France, 1999, no 1.
- Pour une esthétique de la littérature mineure, textes réunis et présentés par Luc Fraisse, Champion, 2000.
- L’Histoire littéraire : ses méthodes et ses résultats. Mélanges offerts à Madeleine Bertaud, réunis et présentés par Luc Fraisse, Genève, Droz, « Histoire des idées et critique littéraire », 2001.
- L’Histoire littéraire à l’aube du XXIe siècle : controverses et consensus, Actes du colloque de Strasbourg (12-17 mai 2003) publiés par Luc Fraisse, Paris, Presses universitaires de France, 2005.
- Henri Bosco et le romantisme nocturne, Actes du colloque de Strasbourg des 25-27 octobre 2002, réunis et présentés par Luc Fraisse et Benoît Neiss, Genève-Paris, Champion, 2005.
- Littérature et démocratie, colloque organisé pour la Société d’Histoire littéraire de la France du 28 au 30 septembre 2004 à Fribourg-en-Brisgau par Luc Fraisse, Joseph Jurt et Olivier Millet, Revue d’Histoire littéraire de la France, 2005, no 2.
- Proust en devenir, études réunies et présentées par Luc Fraisse, L’Esprit créateur, Baltimore, The Johns Hopkins University Press, winter 2006, vol. 46, no 4.
- Tradition et modernité en littérature, sous la direction de Luc Fraisse avec la collaboration de Gilbert Schrenck et Michel Stanesco, Paris, Orizons, 2009.
- Séries et variations. Études littéraires offertes à Sylvain Menant, publiées par Luc Fraisse, Paris, PUPS, coll. « Lettres françaises », 2010.
- Correspondances d’écrivains et histoire littéraire, textes réunis par Luc Fraisse et Éric Francalanza, Revue d’Histoire littéraire de la France, 2012, no 4.
- L'Écrivain et ses doubles. Le personnage autoréflexif dans la littérature européenne, publié par Luc Fraisse et Éric Wessler, Paris, Classiques Garnier, "Rencontres", 2014.
- L’Agrégation, une tradition d’avenir, Actes réunis par Luc Fraisse, Blanche Lochmann et Rémi Luglia, Paris, Editions Kimé, 2016.
- Saint-Simon et Proust, Actes de la journée de Versailles du 12 mars 2016, publiés par Luc Fraisse et Marc Hersant, Cahiers Saint-Simon, n° 44, année 2016.
- Paul-Bernard Sabourin : une méditation sur la vie, entre plume et couteau, sous la direction de Pierre Brunel et Luc Fraisse, Paris, Hermann, 2017.
- Proust et le livre à venir. Hommage à Philippe Chardin, sous la direction de Luc Fraisse, Revue d’études proustiennes, n° 6, 2017-2.
- Les Succès de l’édition littéraire du XVIe au XXe siècle, Actes de la journée d’étude de la SHLF du 2 décembre 2016, réunis et préfacés par Luc Fraisse, Revue d’Histoire littéraire de la France, 2017-4.
- « 43 | 2018  Proust-Schelling : Une affinité élective ? », Les Cahiers philosophiques de Strasbourg, no 43,‎ 30 mai 2018 (ISSN 1254-5740 et 2648-6334, DOI 10.4000/cps.395, lire en ligne )
- L’Œuvre et ses miniatures : les objets autoréflexifs dans la littérature européenne, études réunies par Luc Fraisse et Éric Wessler, Paris, Classiques Garnier, « Rencontres. Littérature des xxe et xxie siècles », 2018.
- Proust et Versailles, sous la direction de Luc Fraisse, Paris, Hermann, 2018.
- Proust et Kant. Hommage à Anne Henry, textes réunis par Gérard Bensussan et Luc Fraisse, Revue d'études proustiennes, n° 10, 2019-2.
- Marcel Proust et Mikhail Bakhtine : regards croisés, sous la direction de Tatiana Victoroff et Luc Fraisse, Revue d’études proustiennes, n° 13, 2021-1.
- Centenaire de Marcel Proust. I. Proust et la langue française, Revue d’études proustiennes, n° 15, 2022-1
- Centenaire de Marcel Proust. II. Proust et les écrivains contemporains, Revue d’études proustiennes, n° 16, 2022-2.
- Etudes sur « Le Temps retrouvé », Revue d’études proustiennes, n° 17, 2023-1.
- Montaigne au XIXe siècle, Bulletin de la Société Internationale des Amis de Montaigne, textes réunis par Luc Fraisse et Laurent Angard, Paris, Classiques Garnier, n°77/2, 2023, 225 pages.
- Écrire avec Beethoven. Beethoven dans la littérature européenne, sous la direction de Luc Fraisse et Augustin Voegele, Paris, Champion, « Dialogue des arts », 2023.